# Teatro Lirico di Cagliari

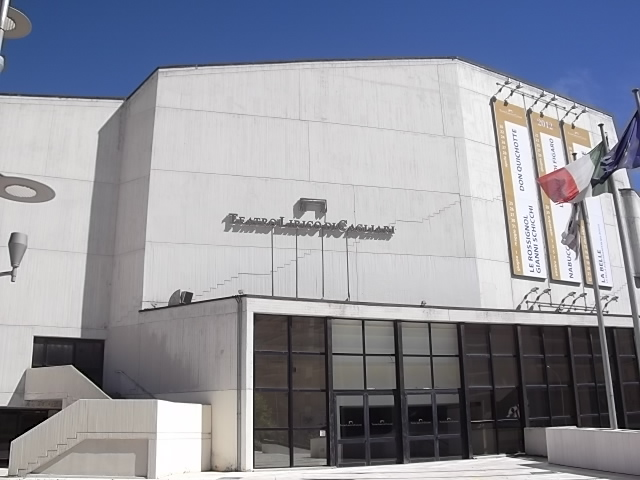
Het Teatro Lirico di Cagliari in 2012

Het Teatro Lirico di Cagliari is een operagebouw in Cagliari. Het is het voornaamste theater van de stad.
Het gebouw is neergezet als vervanging van het Teatro Civico, dat bij het bombardement op Cagliari zwaar beschadigd werd gedurende de Tweede Wereldoorlog. Na de oorlog was dat oude theater niet meer bruikbaar. 
Het project voor het nieuwe theater, een ontwerp van de Italiaanse architecten Luciano Galmozzi, Pierfrancesco Ginoulhiac en Teresa Ginoulhiac Arslan, won de inschrijvingsbieding in 1967. Het operahuis werd in gebruik genomen in 1993. Het heeft een oppervlakte van 5000 m², waaronder het toneel, een zaal (met 1628 zitplaatsen, verdeeld over zaal en twee loges) en een foyer. Diverse ruimten werden later toegevoegd, waaronder werkkamers, werkplaatsen, kantoren, een bar, boekwinkel en restaurant.
Het Teatro Lirico di Cagliari won enige grote nationale prijzen, waaronder de Premio Franco Abbiati in 2001 voor haar innovatieve programmering. Belangrijke projecten waren: Lucia di Lammermoor (2000) en Carmen (2005).  

## Technische gegevens
- Totale oppervlakte: 5000 m²

- Zitplaatsen

Zaal: 800
1e loge (balkon): 431
2e loge (balkon): 397
Totaal: 1628
- Podium

Breedte: 22,00/23,40 m
Lengte: 12,50/25,00 m
Hoogte: 23,00 m